# Mimi Coutelier
Mimi Coutelier (geboren am 22. Januar 1956 als Dany Coutelier in Dunkerque) ist eine französische Schauspielerin.
Coutelier war von 1975 bis zu seinem Tod 2003 die Lebensgefährtin des französischen Schauspielers und Regisseurs Jean Yanne. 1975 wurde sie Miss Paris und nahm im selben Jahr am Wettbewerb um Miss France teil. Nachdem sie Mitte der 1980er Jahre ihre Tätigkeit als Schauspielerin aufgab, wurde sie Stylistin und Kostümbildnerin in Los Angeles. 

## Filmografie
- 1978: Und jetzt das Ganze nochmal von vorn (Je suis timide … mais je me soigne)
- 1979: Je te tiens, tu me tiens par la barbichette
- 1982: Die verrücktesten 90 Minuten vor Christi Geburt (Deux heures moins le quart avant Jésus-Christ) – Darsteller und Regie
- 1985: Liberté, égalité, choucroute
- 1987: Hunter (Fernsehserie, 1 Folge)